# The Getaway (videojoc)
The Getaway és un videojoc d'acció i aventura, creat per l'empresa britànica situada a Londres, Sony Computer Entertainment Europe (SCEE) subsidiària de Team SOHO, i va ser publicat el desembre de 2002 per la Playstation 2. El rol del videojoc té lloc a Londres i té un estil semblant a les pel·lícules britàniques de gàngsters com Get Carter: assassí implacable, El llarg Divendres Sant and Lock, Stock and Two Smoking Barrels.
The Getaway s'explica en dues parts amb diferents personatges. L'argument té lloc en dos vides paral·leles, que es trobaran al final del videojoc.
Hi ha una continuació de The Getaway, anomenada The Getaway: Black Monday que es va publicar el 2004.